# Альберто Мартінес (плавець)
Альберто Мартінес (ісп. Alberto Martínez, 27 червня 1998) — іспанський плавець.
Учасник Олімпійських Ігор 2020 року, де в марафонському плаванні на дистанції 10 кілометрів посів 18-те місце.